# Khmis Ksiba
Khmis Ksiba (franska: Khmis Ksiba (CR), Khmis Ksiba (Commune Rurale), arabiska: جابرية) är en kommun i Marocko.   Den ligger i provinsen Sidi Bennour och regionen Casablanca-Settat, 210 km sydväst om huvudstaden Rabat. Antalet invånare är 6 637.